# Mongoliska räder in i Palestina
Mongoliska räder in i Palestina skedde mot slutet av tiden för Korstågen och var en uppföljning av tillfälligt lyckade mongoliska invasioner av Syrien, vilka huvudsakligen skedde åren 1260 och 1300. Efter var och en av dessa invasioner lyckades mongolerna under några månaders tid genomföra räder söderut in i Palestina och nådde så långt som till Gaza.
Räderna utfördes av en relativt liten del av den mongoliska armén som fortsatte att plundra, döda och förstöra. Emellertid tycks mongolerna varken i samband med den första eller andra invasionen ha haft några intentioner att integrera Palestina i Mongolväldets administrativa system. Några månader efter de mongoliska invasionerna av Syrien återvände mamlukstyrkor från Egypten och mötte lite motstånd då de lyckades återockupera området.